# Neve Golan
Neve Golan (hebrejsky: נווה גולן, nazýváno též Jafo Gimel, 'יפו ג, Jaffa G nebo Jafo Darom, יפו דרום, Jižní Jaffa) je čtvrť v jihozápadní části Tel Avivu v Izraeli. Je součástí správního obvodu Rova 7 (Jaffa).

## Geografie
Leží na jihozápadním okraji Tel Avivu, necelý 1 kilometr od pobřeží Středozemního moře a cca 2 kilometry jižně od historického jádra Jaffy, v nadmořské výšce okolo 20 metrů. Severovýchodně od ní leží čtvrť Dakar, na severu Šikunej Chisachon, na východě Giv'at ha-Temarim, na západě Giv'at Alija.

## Popis čtvrti
Čtvrť volně vymezují ulice Sderot Jerušalajim, Sderot ha-Bešt a Jefet. Na jihu je hranicí okraj katastru Tel Avivu. Dál k jihu již leží město Bat Jam (hranicí je ulice Simcha Holtzberg, ulice ha-Gvul). Zástavba má charakter husté městské výstavby. Na severu čtvrti v lokalitě Neve Golan se rozkládají sportovní a školské areály.